# Tulunskij rajon
Il Tulunskij rajon (in russo Тулунский район?) è un rajon dell'Oblast' di Irkutsk, nella Russia asiatica; il capoluogo è Tulun. Istituito nel 1927, ricopre una superficie di 13.561 chilometri quadrati e ospita una popolazione di circa 28.000 abitanti.